# The Coca-Cola Company

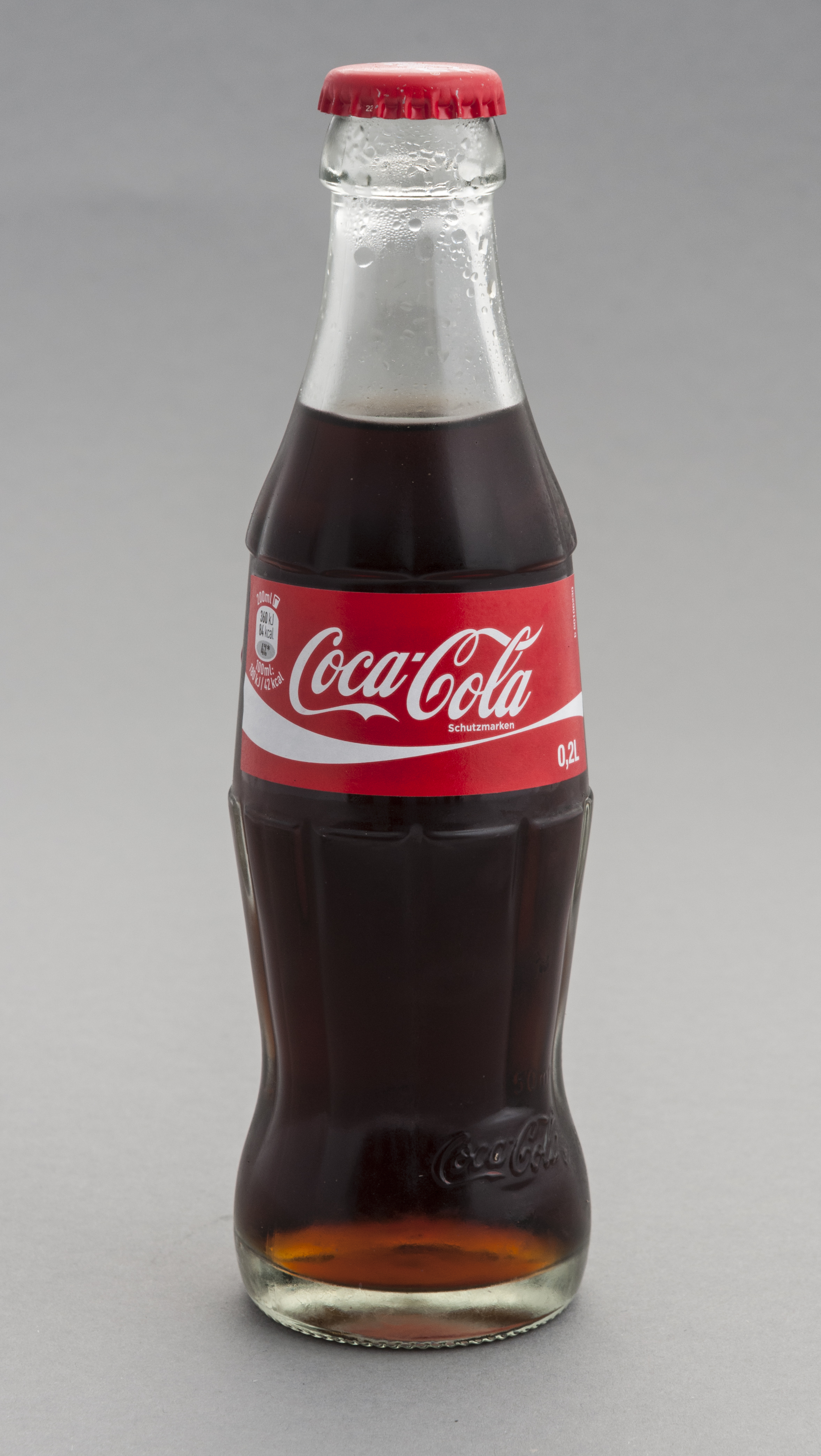
Coca Cola

The Coca-Cola Company, più conosciuta con il nome del suo prodotto originario, la Coca-Cola, è una delle più grandi aziende produttrici e distributrici di bevande analcoliche e concentrati di sciroppi a livello mondiale. La bevanda da cui trae il nome, Coca-Cola, fu inventata dal farmacista John Pemberton, nel 1886.
La società, la cui sede si trova ad Atlanta, in Georgia, è quotata alla Borsa di New York con la sigla "KO" e fa parte sia dell'indice Dow Jones sia dello S&P 500. Secondo il rapporto annuale del 2005, la società vende più di 400 diversi tipi di bevande in più di 200 paesi e territori in tutto il mondo. In generale, la Coca-Cola produce concentrati di sciroppo venduti a varie società imbottigliatrici nel mondo legate alla casa madre da contratti di franchising.

## Storia
Il farmacista John Pemberton inventò nel 1884 un vino di coca chiamato Pemberton's French Wine Coca. Fu ispirato dal formidabile successo del vino di coca del corso Angelo Mariani, detto Vino Mariani. L'anno seguente, quando Atlanta e la Contea di Fulton (Georgia) imposero la legge sul proibizionismo, Pemberton iniziò a sviluppare una versione analcolica del French Wine Coca, aggiungendo aromi di frutta, zucchero e acido citrico, riuscendo a mantenere il contenuto di cocaina che a quel tempo si credeva possedere miracolosi effetti benefici.
Il nome Coca-Cola venne ideato da un socio di Pemberton, Frank Mason Robinson, dall'insieme dei due principali ingredienti: le stimolanti foglie di coca provenienti dal Sudamerica e le aromatizzanti noci di cola, fonti di caffeina. Pemberton pubblicizzò per la prima volta la bevanda il 29 maggio 1886 nel giornale locale affermando che la sua bevanda era un medicinale con la possibilità di curare le emicranie e alleviare l'affaticamento.
Nel 1887 Pemberton vendette i diritti sulla sua azienda ad Asa Griggs Candler, che la incorporò nel 1888 nella Coca-Cola Corporation. Nello stesso anno, Pemberton vendette i diritti una seconda volta ad altri tre uomini d'affari: J.C. Mayfield, A. O. Murphey ed E.H. Bloodworth. Nel frattempo, il figlio alcolista di Pemberton, Charley Pemberton, iniziò a vendere anch'egli la sua versione del prodotto. Così, ben tre versioni della Coca-Cola, vendute da tre diverse società erano contemporaneamente sul mercato. Il 16 agosto dello stesso anno Pemberton morì.
Nel 1899, Candler vendette, per 1$, i diritti esclusivi per imbottigliare la Coca-Cola nella gran parte degli Stati Uniti a tre imprenditori di Chattanooga (Tennessee): Benjamin F. Thomas, Joseph B. Whitehead e John T. Lupton, fondando la Coca-Cola Bottling Company. Con l'entrata in vigore della legge Pure Food and Drug Act nel 1906 il livello di cocaina fu ridotto, e successivamente eliminata dal processo produttivo. Nel 1919, Candler vendette la sua società al banchiere di Atlanta Ernest Woodruff.

## La Coca-Cola nella seconda guerra mondiale
Quando gli Stati Uniti entrarono in guerra nella seconda guerra mondiale, la Coca-Cola iniziò a fornire gratis ai soldati dell'Esercito le sue bevande. L'esercito americano permetteva agli impiegati della Coca-Cola di entrare nelle linee del fronte come "Ufficiali tecnici", al fine di approvvigionare i soldati con le bevande. La Coca-Cola installò così numerosi impianti di imbottigliamento in parecchie località d'oltremare, per assicurare la disponibilità della bevanda ai soldati, ponendo così le basi per la sua espansione. La popolarità della bevanda esplose, non appena i soldati americani ritornarono a casa continuando a voler gustare la bevanda.
Prima che gli Stati Uniti entrassero in guerra, la difficoltà di spedire il concentrato di Coca-Cola alla Germania nazista e ai territori occupati, spinse a creare una nuova bevanda alla quale venne assegnato il nome Fanta. Negli anni trenta, Robert W. Woodruff diventò presidente della Coca-Cola, gestendo la bevanda e il suo destino fino alla sua morte nel 1985. Nel 1982, Coca-Cola acquistò le 2 società Columbia Pictures e Columbia Pictures Television, che possedette fino al 1989, quando le vendette alla Sony Corporation. Nel 2006 la filiale italiana decide di entrare nel mondo delle acque minerali, come già in quasi tutti gli altri paesi del mondo, ed acquista, assieme al maggiore imbottigliatore italiano Coca-Cola HBC Italia, l'azienda di acque minerali Fonti del Vulture (allora chiamata "Traficante"), di Rionero in Vulture (PZ). Con l'acquisizione da parte del colosso americano, Fonti del Vulture ha lanciato i suoi prodotti sul mercato nazionale, in particolar modo l'Acqua Lilia.

## Vendite

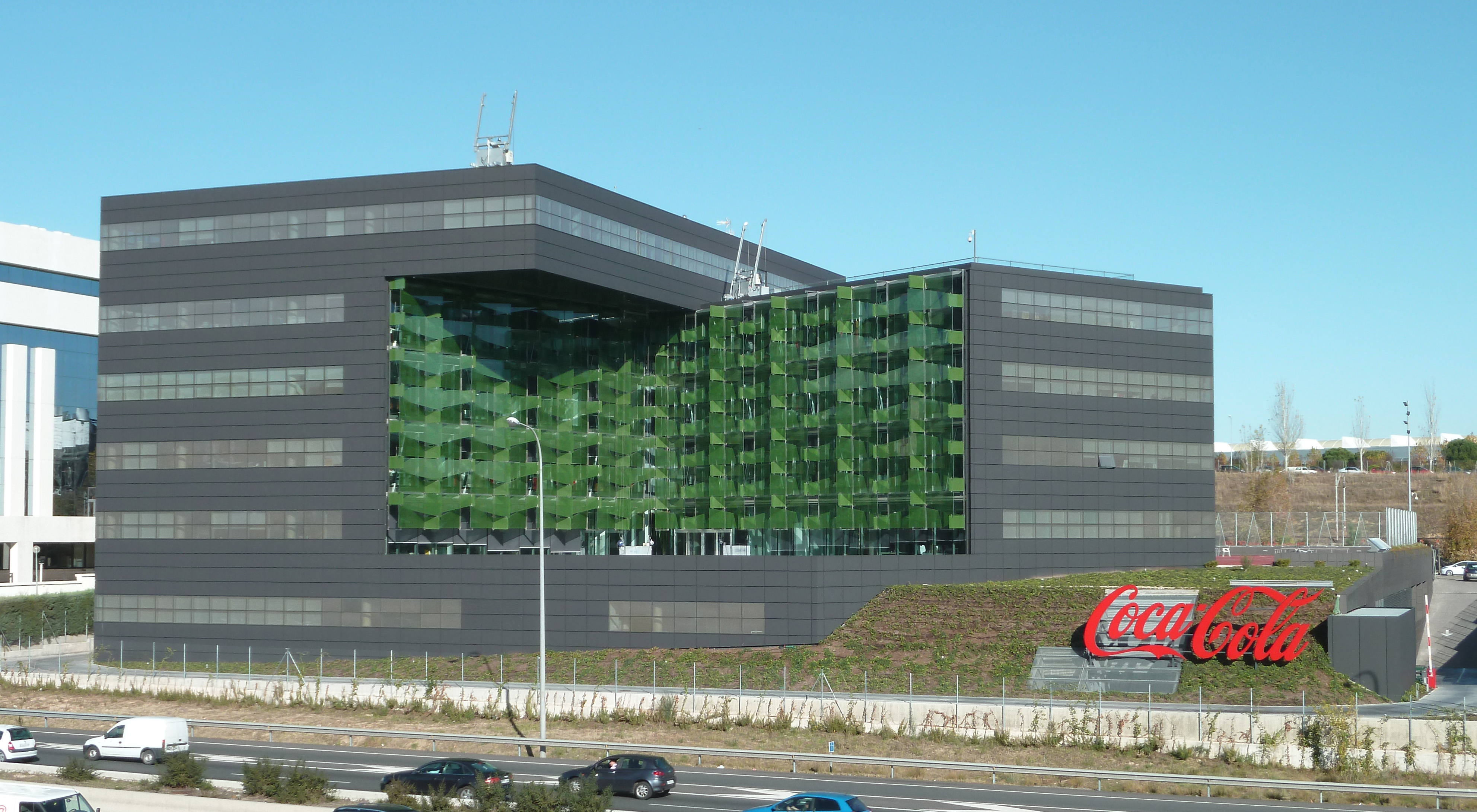
Uffici di Coca-Cola a Madrid (Spagna).

Secondo il Rapporto annuale del 2005, la società vende bevande in più di 200 paesi e territori in tutto il mondo. Il rapporto inoltre dichiara che dei più di 50 miliardi di bevande di tutti i tipi consumate giornalmente a livello mondiale, le bevande con i marchi posseduti o autorizzati dalla Coca-Cola rappresentano circa 1,3 miliardi di bottiglie. Di queste, le bevande con il marchio "Coca-Cola" o "Coke" rappresentano circa il 55% delle vendite totali dell'azienda. Inoltre, secondo il rapporto, le vendite sono percentualmente distribuite come segue:
- 27% negli Stati Uniti;
- 27% in Messico, Brasile, Giappone e Cina;
- 46% nel resto del mondo.

## Imbottigliatori
In generale, la Coca-Cola e/o consociate, producono solo sciroppo concentrato, successivamente venduto ai vari imbottigliatori in franchise dislocati in tutto il mondo. Gli imbottigliatori Coca-Cola, che territorialmente dispongono di contratti esclusivi con la compagnia, producono prodotti finiti, in lattine e in bottiglia, a partire dal concentrato, in combinazione con acqua depurata e dolcificanti. Gli imbottigliatori poi vendono, distribuiscono e commerciano il prodotto finale Coca-Cola a negozi al dettaglio, distributori automatici, ristoranti e distributori di cibo di servizio.
Un'eccezione a questo tipo di relazione tra la Coca-Cola e gli imbottigliatori è rappresentato dalla ditta Soda fountain sciroppi, con sede negli Stati Uniti, dove la Coca-Cola è responsabile direttamente sia della fabbricazione che della vendita di sciroppi in fontana (fountain syrups), sia verso grossisti autorizzati che verso alcuni dettaglianti.
Nel 2005, la Coca-Cola possedeva quote di capitale in 51 società non-consolidate, tra cui imbottigliatori, industrie conserviere e operazioni di distribuzione, che coinvolgono approssimativamente il 58% della produzione totale. Gli investimenti più significativi sono:
- il 36% di Coca-Cola Enterprises che produce (indici relativi alla popolazione) per il 78% degli Stati Uniti, il 98% del Canada e il 100% della Gran Bretagna (ma non per l'Irlanda del Nord), Francia continentale, Paesi Bassi, Lussemburgo, Belgio e Monaco.
- il 40% di Coca-Cola FEMSA, S.A. de C. V. che produce (indici relativi alla popolazione) per il 48% del Messico, il 16% del Brasile, il 98% della Colombia, il 47% del Guatemala, il 100% di Costa Rica, Nicaragua, Panama e Venezuela, e il 30% dell'Argentina.
- il 24% di Coca-Cola Hellenic Bottling Company S.A. che produce (indici relativi alla popolazione) per l'Italia (ad eccezione della Sicilia dove opera un imbottigliatore privato[5]) e il 100% di Armenia, Austria, Bielorussia, Bosnia ed Erzegovina, Bulgaria, Croazia, Repubblica Ceca, Estonia, Grecia, Irlanda, Italia, Lettonia, Lituania, Macedonia del Nord, Moldavia, Montenegro, Nigeria, Irlanda del Nord, Polonia, Romania, Russia, Serbia, Slovacchia, Slovenia, Svizzera, Ucraina e Ungheria.
- il 34% di Coca-Cola Amatil che produce (indici relativi alla popolazione) per il 98% dell'Indonesia e il 100% di Australia, Indonesia, Nuova Zelanda, Corea del Sud, Figi e Papua Nuova Guinea.
- il 27% di Coca-Cola Bottling Co. che è il secondo più grande imbottigliatore Coca-Cola negli Stati Uniti. L'azienda fu incorporata nel 1980: "i suoi predecessori erano presenti nell'industria e nel commercio di bibite gassate fin dal 1902"[6].

## Prodotti e marchi
La Coca-Cola offre quasi 400 marchi in più di 200 Paesi, oltre al suo marchio storico Coca-Cola. Tra questi sono inclusi i seguenti:
- Coca-Cola Light (introdotta nel 1982), che usa aspartame, un dolcificante artificiale a basso contenuto calorico a base di fenilalanina.
- Diet Coca-Cola Caffeine-Free (1983)
- Coca-Cola Cherry (1985)
- Diet Cherry Coca-Cola (1986)
- Coca-Cola Lemon (2001)
- Diet Coca-Cola Lemon (2001)
- Coca-Cola Lime (2004)
- Diet Coca-Cola Lime (2004)
- Coca-Cola Vanilla (2002)
- Diet Vanilla Coca-Cola (2002)
- Coca-Cola Black Cherry Vanilla (2006)
- Diet Coca-Cola Black Cherry Vanilla (2006)
- Coca-Cola C2 (2004)
- Diet Coca-Cola Sweetened with Splenda (2005)
- Coca-Cola Zero (2005)
- Coca-Cola Blāk (2006)
- Diet Coca-Cola Plus (2007)
- Coca-Cola Orange (2007)
- Coca-Cola Life (2013)

## La Fanta e l'evoluzione dell'azienda
La Tab fu il primo tentativo della Coca-Cola di sviluppare una bibita gassata dietetica usando saccarina come sostituto dello zucchero. Introdotto nel 1963, il prodotto è ancora venduto, anche se la produzione è diminuita dal momento dell'introduzione della Coca-Cola Light. L'azienda non produce solo la Coca-Cola ma altre bibite gassate, tra cui la Fanta, fondata in Germania nel 1940 da Max Keith (principale imbottigliatore della Coca-Cola in Germania), quando, a causa della II guerra mondiale il regime di Hitler vietò l'importazione della Coca Cola. L'azienda allora decise, che, per non perdere il posizionamento sul mercato tedesco, fosse necessaria la creazione di un nuovo marchio. Keith ricorse alla produzione di una diversa bibita gassata, la Fanta, che si dimostrò un successo. Quando la Coca-Cola riprese il controllo dopo la guerra, adottò anche la Fanta come marchio.
La Fanta era ottenuta da sottoprodotti della produzione del formaggio e della marmellata. Il nome deriva dal termine tedesco per "immaginazione", Fantasie o Phantasie, (di etimologia greca, attraverso il latino phantasia dal greco antico φαντασία), perché l'inventore riteneva che occorresse immaginazione per sentire il gusto di arancia in questo strano miscuglio. Dopo la seconda guerra mondiale, la Fanta venne (ri) presa dalla Coca-Cola, che, nel 1960 ne acquistò il marchio.
La Fanta all'arancia meglio nota "aranciata Fanta" è la versione più popolare fatta per la prima volta a Napoli nel 1955. L'imbottigliatore locale SNIBEG, grazie all'intervento del Conte Matarazzo, produsse per la prima volta Fanta nella sua formulazione con arance, dando vita al prodotto che oggi conosciamo. La Coca-Cola nel 1960 ne acquistò il marchio, distribuendola in tutto il mondo. Ma vennero prodotte altre bevande con diversi gusti: limone, mela, fragola, ananas e uva. In alcune nazioni esiste anche una versione dietetica della Fanta all'arancia. L'aranciata Fanta è disponibile in oltre 180 paesi. La variante tedesca Fanta Klare Zitrone ("Fanta chiara al limone") divenne la Sprite, un altro successo dell'azienda e la sua risposta alla 7 Up.

## Nuove bevande
Durante gli anni novanta, l'azienda rispondeva al crescente interesse dei consumatori per le bevande salutari con l'introduzione di diversi nuovi marchi di bibite non gassate: la Minute Maid Juices to Go, le bevande per lo sport Powerade, il tè profumato Nestea (in associazione con Nestlé), Fruitopia, una bibita alla frutta e Dasani acqua.
Nel 2004, forse in risposta alla fiorente popolarità delle diete a basso contenuto di carboidrati come la Atkins Diet, la Coca-Cola annunciò la sua intenzione di sviluppare e vendere un'alternativa a basso contenuto di zuccheri alla Coca-Cola classica, denominata C2 Cola. C2 contiene un mix di sciroppo di mais ad alto contenuto di fruttosio, aspartame, sucralosio, e acesulfame K. La C2 venne realizzata per emulare il gusto della classica Coca-Cola . Anche se contiene meno della metà delle calorie e dei carboidrati degli standard delle bibite gassate, la C2 non fu una mera sostituzione delle bibite a zero-calorie come la Coca-Cola Light.
Coca-Cola è la bibita gassata più venduta nella maggior parte dei Paesi del mondo. Solo il Medio Oriente, è l'unica area dove la Coca-Cola non è prima in classifica nelle vendite tra le bibite gassate. In questa regione la Coca-Cola detiene comunque quasi il 25% delle quote di mercato, mentre la Pepsi il 75%. In modo simile in Scozia, le statistiche dimostrano che dal 2005 le vendite sia di Coca-Cola che Coca-Cola Light hanno superato le vendite del prodotto locale Irn Bru, una volta più popolare.
In Perù, la locale Inca Kola era più venduta della Coca-Cola, il che spinse l'Azienda ad acquistarne il 50% dei pacchetti azionari. In Giappone, siccome il tè e il caffè in lattina sono più popolari, la bibita gassata più venduta non è la Coca-cola. Quindi, nel paese del Sol Levante, il marchio più venduto della Coca-Cola Company non è la Coca-Cola, ma il drink Georgia. È probabile che la minore popolarità della Coca-Cola in India sia dovuta ai sospetti riguardanti gli standards salutari della bibita. Tuttavia, le quote di mercato non confermano questa ipotesi. Nello specifico, nel 2005, la quota di mercato della Coca-Cola India era del 60,9%.
Comunque, Thums Up, un marchio acquistato dalla Coca-Cola, contribuisce a soddisfare maggior parte di queste quote di mercato rispetto alla Coca-Cola.
Il giorno 1 novembre 2021 Coca Cola statunitense acquista il 100% di BodyArmor, bevande sportive.

## Lo spionaggio
Il 6 giugno 2006 un impiegato della Coca-Cola e altre due persone furono arrestate con l'accusa di aver tentato di vendere informazioni "altamente classificate" al produttore di bibite gassate concorrente, la PepsiCo, per 1,5 milioni di dollari. Le informazioni rivelate non riguardavano, però, la ricetta della Coca-Cola, forse il segreto più attentamente custodito dall'azienda, bensì una nuova bevanda in fase di sviluppo. I responsabili della Coca-Cola verificarono che i documenti fossero validi e brevettati. Alla fine una fiala di vetro contenente un esempio di una nuova bibita fu offerta in vendita, dicono i documenti del tribunale. La cospirazione fu rivelata dalla PepsiCo, che informò le autorità non appena fu avvicinata dai cospiratori.
L'azienda ha annunciato una nuova bibita al tè verde a "calorie negative", Enviga, nel 2006, insieme con un tentativo di vendita di caffè al dettaglio Far Coast e Chaqwa. Il 25 maggio 2007, la Coca-Cola ha annunciato di voler acquisire Glaceau, un produttore di bibite profumate con vitamine aggiunte, acque profumate, e bibite energetiche, per 4,1 miliardi di dollari in contanti.

## Amministratori storici
- Samuel Candler Dobbs
- Douglas Daft
- Douglas Ivester
- Roberto Goizueta
- Marcie Walters
- Mark Samples
- E. Neville Isdell
- Muhtar Kent

## Consiglio di amministrazione
- James Quincey (Presidente e Amministratore Delegato)
- Herbert A. Allen (Presidente, amministratore delegato e direttore, Allen & Company Inc.)
- Marc Bolland (Responsabile delle operazioni di portafoglio in Europa, The Blackstone Group Inc.)
- Ana Botín (Presidente esecutivo, Banco Santander, SA)
- Christopher C. Davis (Presidente, Davis Selected Advisers-NY, Inc.)
- Barry Diller (Presidente e Senior Executive, IAC / InterActiveCorp e Expedia Group, Inc.)
- Helene D. Gayle (Presidente e amministratore delegato, The Chicago Community Trust)
- Alexis M. Herman (Presidente e amministratore delegato New Ventures LLC)
- Bobby Kotick (Amministratore delegato e direttore, Activision Blizzard, Inc.)
- Maria Elena Lagomasino (Amministratore Delegato e Managing Partner, WE Family Offices)
- Caroline Tsay (Amministratore delegato e direttore, Compute Software, Inc.)
- David B. Weinberg (Presidente e amministratore delegato, Judd Enterprises Inc.)[14]

## Responsabilità e impegno sociale
La Coca-Cola contribuisce in molti modi alle comunità in cui opera. Azioni recenti della Coca Cola a cui si riconosce aver avuto implicazioni sociali positive sono:

### Promozione diversità
- La Coca-Cola nel 2004 si classificò 26ª nella lista delle "50 Best Companies for Minorities" (50 migliori società per le minoranze) organizzata dalla rivista Fortune.
- La WATCHFUL EYE ENTERTAINMENT e l'azienda di imbottigliamento della Coca-Cola vennero nominati tra i "The Top 100 Employers for the Class of 2004" dalla rivista Black Collegian.
- La Coca-Cola è stata nominata una delle "50 Best Companies for Latinas to Work for in the U.S." dal Latina Style nel 2004.
- La Coca-Cola è tra le 32 compagnie che hanno inviato lettere "friend of the court" (amici della corte) in supporto delle politiche di affirmative action dell'Università del Michigan.
- la Coca-Cola offre indennità di salute agli impiegati con partner dello stesso sesso, e include "orientamento sessuale" e "identità sessuale" nella sua politica di pari opportunità di impiego, guadagnando un punteggio del 100% sulla Human Rights Campaign Foundation's Corporate Equality Index.

### HIV/AIDS in Africa
- Nel settembre 2002 la Coca-Cola annunciò l'investimento di 5 milioni di dollari all'anno per individuare trattamenti contro l'HIV/AIDS contratto dagli operai africani che lavorano nei sistemi d'imbottigliamento dell'azienda. La compagnia aveva già offerto precedentemente trattamenti per 1.200 lavoratori corporativi in Africa. I sistemi di imbottigliamento dell'azienda in Africa, sono formati da 40 compagnie indipendenti e impiega 58.000 persone[15].
- La Coca Cola Africa pianifica di sostenere, per la fine del decennio, programmi contro HIV/AIDS, come parte di un budget di 50 milioni di dollari, da assegnare alle organizzazioni africane.

### Donazioni caritatevoli
- La Coca-Cola e le sue consociate nell'imbottigliamento inviarono più di 30 milioni di $, donati e notificati agli evacuati dell'uragano Katrina[16].
- La Coca-Cola donò 10 milioni di $ per contribuire ai soccorsi come conseguenza dello tsunami del 26 dicembre 2004, avvenuto al largo delle coste indonesiane. Gli impiegati della Coca-Cola della regione inviarono anche bottiglie d'acqua, cibo e altre suppellettili.
- Dopo l'attacco terroristico al World Trade Center e al Pentagono, la Coca-Cola e i suoi affiliati stanziarono un contributo di 12 milioni di dollari come contributo ai soccorsi.[17]

## Controversie, violazioni e procedimenti giudiziari
La Coca-Cola venne coinvolta in numerose controversie e cause giudiziarie relative alle sue presunte violazioni ai diritti umani e altre pratiche non etiche. Per esempio in relazione alle sue presumibili pratiche discriminatorie e di monopolio, alcune delle quali archiviate, mentre su altre la Coca-Cola si dichiarò d'accordo a modificare le sue pratiche commerciali. Altre cause invece si risolsero al di fuori dei tribunali. L'azienda venne anche coinvolta in un caso di discriminazione.
In India nacque una controversia sui residui di fitofarmaci individuati nella bibita, come pure all'uso frequente da parte dell'azienda di acqua locale, che causava forti carenze idriche agli agricoltori locali. Gli involucri usati nei prodotti Coca-Cola avevano un significativo impatto ambientale, ma la compagnia si oppose con durezza ai tentativi di introdurre limitazioni, come la legislazione che regolava il deposito dei contenitori. .
Sono state criticate anche le sue pratiche di lavoro, per esempio, in Guatemala negli anni settanta, attraverso il coinvolgimento nell'assassinio di impiegati affiliati al sindacato, e arrivando alle più recenti accuse, non sostenute da prove, che l'imbottigliatore della Coca-Cola Panamco, abbia assoldato soldati mercenari paramilitari che assassinarono i leader dei sindacati in Colombia.
Sono state intentate parecchie cause legali contro l'azienda, come quelle della United Steelworkers of America e della International Labor Rights Fund in supporto al SINALTRAINAL, contemporaneamente ad azioni di boicottaggio contro l'azienda. La Coca-Cola venne anche criticata, durante la seconda guerra mondiale, per i suoi accordi con il nazismo, e per le implicazioni in affari non chiari con Israele durante la seconda metà del XX secolo e i primi anni del XXI secolo.

### Etichette con elevato contenuto di piombo
Nel maggio 2006, lo stato della California ha accusato la The Coca-Cola Company di aver importato dal Messico, e distribuito per almeno quattro anni bottiglie con una vernice nelle etichette ad alto contenuto di piombo. L'azienda ha respinto le accuse, a differenza della Pepsi, che ad un'accusa analoga risalente ad alcune settimane prima, preferì pagare una multa da 2,25 milioni di dollari e ritirare dal mercato le confezioni sospette.

### Igiene nei processi produttivi
La Coca-Cola venne accusata di non osservare standard produttivi adeguati alla salvaguardia della salute dei consumatori e dei lavoratori. In particolar modo in India subì numerosi boicottaggi e proteste, a causa della condizione ambientale degli stabilimenti locali, ritenuta scarsamente igienica, e alla presunta inosservanza della tutela dell'ambiente.
Così nel 1970, la Coca-Cola fu bandita, poiché l'Azienda si rifiutava di rendere pubblica la lista degli ingredienti della propria bevanda. La messa al bando proseguì fino al 1993. Successivamente, in seguito a uno studio condotto dal Center for Science and the Environment (CSE) (laboratorio scientifico indipendente a Nuova Delhi) che rivelò la presenza in Coca-Cola e Pepsi di residui di fitofarmaci in concentrazioni fino a trenta volte maggiori dei limiti stabiliti dalle norme indiane ed europee, il 7 dicembre 2004, la Suprema Corte impose alle multinazionali l'obbligo di apporre su tutte le confezioni un'etichetta recante l'attestazione di pericolo per i consumatori.

#### Maxi risarcimento in India
L'ingente utilizzo di acqua potabile negli stabilimenti della Coca-Cola Company mise in pericolo la sopravvivenza di intere comunità Indiane: in particolare, lo stabilimento costruito nel 2000 nello Stato del Kerala venne indicato come responsabile della drastica diminuzione qualitativa e quantitativa dell'acqua disponibile, a causa di un prelievo di 1,5 milioni di litri d'acqua al giorno, prelievo che lasciò a secco la popolazione locale. La Compagnia venne inoltre accusata di inquinamento ambientale, e non solo, di non applicare il trattamento dei reflui industriali dello stabilimento, ma anche di vendere gli stessi reflui agli agricoltori spacciandoli per compost agricolo: conteneva infatti metalli pesanti come il piombo, il cadmio e il cromo.
In seguito alle proteste degli abitanti dei villaggi indiani, nel 2003 la High Court del Kerala, stabilì che la Coca-Cola venisse assimilata, dal punto di vista del limite prelievo idrico, a una proprietà terriera di 34 acri (140.000 m²), e che pertanto il suo consumo d'acqua non dovesse superare il limite previsto per tale fascia.
Nel 2003 il consiglio del piccolo villaggio non rinnovò la concessione allo stabilimento, perciò l'Azienda fece ricorso, innescando una battaglia legale durata sette anni e conclusasi con un'inchiesta di una commissione statale che accertò le colpe della Compagnia, che dovrà risarcire i danni.
A seguito della denuncia dell'associazione indiana "Mayilamma", la Compagnia venne condannata a pagare un maxi risarcimento di 352 milioni di euro per inquinamento ambientale ai danni della falda acquifera del villaggio di Plachimada, nel distretto di Palakkad, nello Stato del Kerala.

### Antisindacalismo, violazione dei diritti umani e ingerenze nel sistema politico
Per quanto ogni dipendente della The Coca-Cola Company sia tenuto ad attenersi a un codice interno di comportamento, in numerosi paesi le azioni dirette o indirette della compagnia hanno dato luogo a varie segnalazioni di violazioni di diritti civili e sindacali o hanno causato violazioni della privacy. Spesso la questione venne dibattuta in tribunale, altre volte ha dato origine a campagne spontanee di boicottaggio da parte dei consumatori (il blocco dei consumi per un certo periodo risulta più efficace del blocco degli acquisti per l'analogo periodo: ogni giorno passato senza consumo è, per ogni produttore, più grave di uno passato senza acquisti, in quanto una giornata di mancato consumo non si recupera).

#### Stati Uniti
Secondo la Guida al consumo critico, la Coca-Cola fa parte di un gruppo di aziende che finanzia i partiti statunitensi. Per esempio nel 2002 ha investito un milione di dollari, destinati, per il 36% al partito democratico e per il restante 64% al partito repubblicano.

#### Sudamerica
In Colombia, già a partire dal 1989, alcuni dipendenti di uno stabilimento di imbottigliamento colombiano della Coca-Cola iscritti al sindacato lavoratori delle industrie alimentari SinalTrainal, vennero assassinati da forze paramilitari. Intimidazioni, rapimenti, torture e assassini si erano poi ripetuti per più di 20 anni.
Pertanto nel 2001 la International Labor Rights Fund di Washington e l'United Steelworkers Union avevano intentato causa contro la The Coca-Cola Company e tre imbottigliatori, presso la Federal District Court di Miami con l'accusa di utilizzare le United Self-Defense Forces of Colombia (forze paramilitari mercenarie) per intimidire, e in taluni casi anche assassinare, i coordinatori sindacali.
Gli accusati erano, oltre alla The Coca-Cola Company e alla Panamco, la Panamerican Beverages di Miami, che possiede la Panamco, e la Bebidas y Alimentos, una ditta imbottigliamento di Miami posseduta da Richard Kirby. La Coca-Cola aveva sempre smentito ogni complicità o responsabilità nei fatti in questione.
Nel 2003 il SinalTrainal depositò presso il Tribunale di Atlanta la richiesta per l'incriminazione ufficiale della The Coca-Cola Company e della Panamco, accusate di crimini di lesa umanità, in quanto mandanti delle azioni repressive (decine di morti e di sindacalisti rapiti e torturati) svolte da gruppi paramilitari mercenari, nei confronti del sindacato e dei lavoratori.
Sempre nel 2003, la Corte Federale di Atlanta decise l'ammissibilità del procedimento penale per la violazione dei diritti umani commessi da forze paramilitari a nome delle imprese imbottigliatrici della Coca-Cola colombiana, la Panamco. Nel gennaio del 2004, la New York City Fact-Finding Delegation on Coca-Cola in Colombia provò quanto affermato dai lavoratori. Nel luglio del 2004, la United Steelworkers of America e l'International Labor Rights Fund portarono innanzi alla Corte degli Stati Uniti una causa contro la The Coca-Cola Company e alcuni imbottigliatori colombiani per aver "assunto, o comunque diretto forze di sicurezza di tipo paramilitare".
Luis Javier Correa Suarez, presidente del SinalTrainal, denunciò che il 3 agosto 2006 alcuni uomini in uniforme, identificatisi come membri della Polizia Giudiziaria (SIJIN) entrarono nella sede sindacale di Bogotà, eseguendo una fantomatica perquisizione, motivata dalla necessita di "garantire l'ordine pubblico" in vista alla imminente presa dei poteri ufficiale del Presidente Vélez.
Fino a oggi non vi sono mai state condanne per la The Coca-Cola Company o per le aziende di imbottigliamento al riguardo; Le accuse non sono state riconosciute, e, dopo il clamore iniziale, si è assistito a una serie di archiviazioni. A seguito di sparizioni, rapimenti e uccisioni di dipendenti sindacalisti da parte di gruppi paramilitari, nel 2003 il SinalTrainal colombiano decise di avviare una campagna mondiale di boicottaggio ("Stop Killer Coke") a cui aderirono, tra gli altri, numerose associazioni universitarie, sindacali e politiche irlandesi, decidendo di mettere al bando, all'interno delle varie strutture, i prodotti della The Coca-Cola Company.
L'esempio irlandese venne ripreso anche nel Regno Unito, negli Stati Uniti, in Francia, in Canada. A seguito di ciò anche in Italia un certo numero di amministrazioni comunali mise al bando le bibite della The Coca-Cola Company dagli uffici pubblici, scuole e biblioteche comunali, tra cui la città di Roma con l'XI Municipio, che indisse nel novembre 2003 un incontro pubblico tra i rappresentanti della Coca-Cola in Italia, il Sinaltrainal e la cittadinanza, per ottenere chiarimenti al riguardo e chiedere l'attivazione di un "circolo virtuoso" che mettesse pressione alle realtà locali della Coca-Cola che adottano comportamenti in violazione delle libertà individuali dei propri lavoratori e sindacalisti.
Nel corso degli anni ottanta, anche il Guatemala fu teatro dell'uccisione di impiegati della The Coca-Cola Company iscritti ai sindacati. Forze mercenarie paramilitari occuparono con violenza una delle fabbriche, e, dopo varie pressioni da parte di numerose organizzazioni internazionali, il conflitto giunse al termine, quando la The Coca-Cola Company nominò gestore una nuova ditta, disponibile a mediare un accordo con i sindacati.
Nel 2014 Survival International, il movimento mondiale per i diritti dei popoli indigeni, ha denunciato che Coca Cola è coinvolta nello scandaloso “accaparramento di terra che porta morte e miseria al popolo indigeno più numeroso del Brasile, i Guarani”. Secondo quanto documentato dall'organizzazione, Coca Cola compra zucchero dal gigante alimentare Bunge, che a sua volta si rifornisce di canna da zucchero prodotta nella terra rubata ai Guarani. I membri della tribù sono infatti stati derubati di gran parte della propria terra ancestrale per far spazio a coltivazioni di canna da zucchero ed ora vivono in squallidi accampamenti ai margini delle strade, dove dilagano i suicid i, le malattie e l'alcolismo.
Nel maggio 2014 i Guarani hanno scritto una lettera indirizzata a Coca Cola: “Chiediamo a Coca-Cola di pensare alle nostre sofferenze…Vogliamo che si schieri al nostro fianco e comprenda il nostro dolore e le nostre sofferenze, perché la canna da zucchero sta distruggendo ogni speranza di futuro per i nostri bambini. Chiediamo a Coca-Cola di smettere di comprare zucchero dalla Bunge.”

#### Europa
In Italia, dall'ordinanza del GIP Paola Belsito del 21 settembre 2006, a seguito della quale sono stati eseguiti ventuno arresti, si rilevava che a partire dal 2000 la filiale italiana della The Coca-Cola Company avrebbe utilizzato i servizi di una società di investigazione di Firenze, la Polis d'Istinto, per pedinare e controllare un proprio dirigente. La società di investigazione si servì di un ex-agente del Sisde, Marco Bernardini, per raccogliere informazioni, anche attraverso la collaborazione di agenti deviati, e accesso illecito a banche dati riservate, per conoscere la situazione bancaria e immobiliare del proprio dirigente, dei suoi familiari e anche dei suoi vicini di casa. Con le informazioni così raccolte e/o inventate, viene così creato un dossier (poi sequestrato dalla magistratura nel corso delle varie perquisizioni) con false accuse di pedofilia.
Il caso viene alla ribalta in quanto collegato allo Scandalo Telecom-Sismi del 2006 sulle intercettazioni. Il dossier porta il numero di pratica Z0032300 della Polis d'Istinto, per la quale la The Coca-Cola Company avrebbe pagato 133 milioni di lire. Con il deposito dell'atto di chiusura delle indagini a metà luglio 2008 (trecentosettantuno pagine) e trentasei indagati, accusati a vario titolo di aver messo in piedi una vera e propria associazione a delinquere, al cui vertice risultano indagati (in base alla legge 231 sulla responsabilità amministrativa delle società), anche i gruppi Telecom e Pirelli per non aver vigilato sulla propria security e sui metodi usati per ottenere informazioni.
Nel frattempo, il GIP Guido Salvini si rivolge alla Consulta (Corte costituzionale della Repubblica Italiana) sollevando eccezione di costituzionalità contro la distruzione della pratica Z0032300, che il dipendente Coca-Cola ha chiesto di poter acquisire agli atti. "Nessuno può garantire alla persona offesa, che, prima del sequestro dei dossier illegali un numero indefinito di copie, per esempio dvd, non sia già stato fornito e possa prima o poi entrare in circolazione. Distruggendo anche la copia sequestrata, anche senza il consenso, e anzi contro la volontà della persona offesa, questa è privata in molti e non prevedibili casi di un importante strumento di difesa".
Inoltre, secondo il GIP Salvini "il contenuto di un dossier può essere utile a illuminare fatti precedenti o successivi quando la persona spiata non si oppone e anzi chiede che quantomeno all'interno di un fascicolo processuale il contenuto dei dati raccolti sia messo in chiaro". E spiega che i dati del dossier Z0032300 potrebbero essere decisivi nel dimostrare che quest'ultimo è stato vittima dei vertici aziendali. Qualora tale dossier venisse distrutto per la "legge Mastella" n. 281 del 2006 (sulla inutilizzabilità e distruzione dei dossier illeciti) la perdita di tale documentazione probatoria "rischia di essere gravemente nociva per la posizione delle persone vittime della raccolta di informazioni". Qualora la Consulta accogliesse la tesi del GIP Salvini, per tutte le vittime di indagini illegali si aprirebbe la possibilità di accedere ai dati raccolti illecitamente sulla propria persona in modo da poter aprire i contenziosi civili e per avanzare richieste di risarcimento danni.

#### Altri paesi
Sebbene meno pubblicizzati, in altre parti del mondo sono avvenuti conflitti tra associazioni sindacali e la The Coca-Cola Company, come per esempio nelle Filippine, nello Zimbabwe e negli Stati Uniti. Nel 2002, un azionista della The Coca-Cola Company, la Christian Brothers, presentò agli altri azionisti una risoluzione che invitava la Coca-Cola ad adottare un codice etico di condotta che regolasse le attività produttive e di assunzione del personale. La risoluzione venne però respinta, nonostante il pressoché unanime appoggio delle associazioni sindacali di altri Paesi.